# GLOD4
GLOD4 (англ. Glyoxalase domain containing 4) – білок, який кодується однойменним геном, розташованим у людей на короткому плечі 17-ї хромосоми. Довжина поліпептидного ланцюга білка становить 313 амінокислот, а молекулярна маса — 34 793.
| 10         |  | 20         |  | 30         |  | 40         |  | 50         |
| ---------- |  | ---------- |  | ---------- |  | ---------- |  | ---------- |
| MAARRALHFV |  | FKVGNRFQTA |  | RFYRDVLGMK |  | VESCSVARLE |  | CSGAISAHCS |
| DYTRITEDSF |  | SKPYDGKWSK |  | TMVGFGPEDD |  | HFVAELTYNY |  | GVGDYKLGND |
| FMGITLASSQ |  | AVSNARKLEW |  | PLTEVAEGVF |  | ETEAPGGYKF |  | YLQNRSLPQS |
| DPVLKVTLAV |  | SDLQKSLNYW |  | CNLLGMKIYE |  | KDEEKQRALL |  | GYADNQCKLE |
| LQGVKGGVDH |  | AAAFGRIAFS |  | CPQKELPDLE |  | DLMKRENQKI |  | LTPLVSLDTP |
| GKATVQVVIL |  | ADPDGHEICF |  | VGDEAFRELS |  | KMDPEGSKLL |  | DDAMAADKSD |
| EWFAKHNKPK |  | ASG        |  |            |  |            |  |            |

A: Аланін

C: Цистеїн

D: Аспарагінова кислота

E: Глутамінова кислота

F: Фенілаланін

G: Гліцин

H: Гістидин

I: Ізолейцин

K: Лізин

L: Лейцин

M: Метіонін

N: Аспарагін

P: Пролін

Q: Глутамін

R: Аргінін

S: Серин

T: Треонін

V: Валін

W: Триптофан

Кодований геном білок за функцією належить до фосфопротеїнів. 
Задіяний у такому біологічному процесі, як альтернативний сплайсинг. 
Локалізований у мітохондрії.